# Amphoe Mae Ramat
Amphoe Mae Ramat (thailändisch อำเภอ แม่ระมาด) ist ein Landkreis (Amphoe – Verwaltungs-Distrikt) in der Provinz Tak. Die Provinz Tak liegt in der Nordregion von Thailand.

## Geographie
Amphoe Mae Ramat liegt im Nordwesten der Provinz Tak und grenzt an die Provinz Chiang Mai sowie an Birma.
In der Amphoe Mae Ramat befindet sich er Nationalpark Khun Phra Wo (อุทยานแห่งชาติขุนพระวอ). Eine wichtige Wasserquelle bildet der Fluss Mae Ramat.
Die Amphoe Mae Ramat liegt im Nordwesten der Provinz Tak und grenzt vom Nordosten aus gesehen an folgende Amphoe: Sam Ngao, Ban Tak, Mueang Tak, Mae Sot in Provinz Tak, an den Kayin-Staat in Birma sowie Tha Song Yang wieder in der Provinz Tak.

## Geschichte
Amphoe Mae Ramat wurde zunächst über hundert Jahre von Karen besiedelt, von denen viele aus den nördlicheren Provinzen Thailands hierher kamen, um einen neuen Ort zu errichten. Dieser Ort wuchs und wurde zum Tambon Mae Ramat gemacht. 1897 wurde Mae Ramat zu einem Kleinbezirk (King Amphoe) heraufgestuft, bevor man sie schließlich 1951 zu einem Bezirk machte.

## Sehenswürdigkeiten
- Nationalpark Khun Phra Wo

## Verwaltung

### Provinzverwaltung
Amphoe Mae Ramat besteht aus 6 Unterbezirken (Tambon), die weiter in 57 Dörfer (Muban) gegliedert sind.
| Nr. | Name       | Thai    | Muban | Einw.  |
| --- | ---------- | ------- | ----- | ------ |
| 1.  | Mae Ramat  | แม่ระมาด | 07    | 08.910 |
| 2.  | Mae Charao | แม่จะเรา | 0–    | 11.456 |
| 3.  | Khane Chue | ขะเนจื้อ  | 14    | 08.158 |
| 4.  | Mae Tuen   | แม่ตื่น    | 13    | 08.849 |
| 5.  | Sam Muen   | สามหมื่น  | 05    | 05.827 |
| 6.  | Phra That  | พระธาตุ  | 0–    | 05.336 |

Hinweis: Die Daten der Muban liegen zum Teil noch nicht vor.

### Lokalverwaltung
Es gibt drei Kleinstädte (Thesaban Tambon) im Landkreis:
- Mae Ramat (Thai: เทศบาลตำบลแม่ระมาด) besteht aus Teilen des Tambon Mae Ramat,
- Mae Charao (Thai: เทศบาลตำบลแม่จะเรา) besteht aus Teilen des Tambon Mae Chaorao,
- Thung Luang (Thai: เทศบาลตำบลทุ่งหลวง) besteht aus weiteren Teilen des Tambon Mae Chaorao.

Außerdem gibt es fünf „Tambon Administrative Organizations“ (TAO, องค์การบริหารส่วนตำบล – Verwaltungs-Organisationen) für die Tambon im Landkreis, die zu keiner Stadt gehören.